# Reichstagswahlkreis Regierungsbezirk Königsberg 5

Die Wahlkreisaufteilung des Deutschen Reichs.

Der Reichstagswahlkreis Provinz Ostpreußen – Regierungsbezirk Königsberg 5 (Wahlkreis 5; Wahlkreis Heiligenbeil-Preußisch Eylau) war ein Wahlkreis für die Reichstagswahlen im Deutschen Reich und im Norddeutschen Bund von 1867 bis 1918.

## Wahlkreiszuschnitt
Der Wahlkreis umfasste den Landkreis Heiligenbeil und den Landkreis Preußisch Eylau.
| Jahr | Einwohner |
| ---- | --------- |
| 1890 | 97.659    |
| 1895 | 98.191    |
| 1900 | 94.903    |
| 1905 | 93.416    |
| 1910 | 92.015    |

|      | Landwirtschaft | Industrie und Gewerbe | Handel und Dienstleistungen |
| ---- | -------------- | --------------------- | --------------------------- |
| 1895 | 77,7           | 14,8                  | 7,5                         |
| 1907 | 75,0           | 15,9                  | 9,2                         |

|      | Evangelisch | Katholisch |
| ---- | ----------- | ---------- |
| 1890 | 96,9        | 1,7        |
| 1905 | 96,2        | 2,2        |
| 1910 | 95,5        | 2,8        |

## Abgeordnete
| Wahl                                 | Abgeordneter              | Partei                     | Bild |
| ------------------------------------ | ------------------------- | -------------------------- | ---- |
| Reichstagswahl Februar 1867 bis 1874 | Willibald von Kalckstein  | Konservative Partei        | 0    |
| Reichstagswahl 1874 bis 1877         | Otto Lobach               | NLP                        | 0    |
| Reichstagswahl 1877 bis 1881         | Alfred von Tettau         | Konservativ                | 0    |
| Reichstagswahl 1881 bis 1884         | Heinrich von Schirmeister | Liberale Vereinigung       |      |
| Reichstagswahl 1884 bis 1893         | Alfred von Tettau         | Konservativ                | 0    |
| Reichstagswahl 1893 bis 1903         | Louis von der Groeben     | Deutschkonservative Partei | 0    |
| Reichstagswahl 1903 bis 1912         | Carl von Elern            | Deutschkonservative Partei | 0    |
| Reichstagswahl 1912 bis 1918         | Georg Frommer             | Deutschkonservative Partei |      |

## Wahlen

### 1867 (Februar)
Es fand nur ein Wahlgang statt.
| Kandidat                 | Partei      | Stimmen | in % | Anmerkungen |
| ------------------------ | ----------- | ------- | ---- | ----------- |
| Willibald von Kalckstein | Konservativ | 9837    | 0    | 0           |

### 1867 (August)
Es fand nur ein Wahlgang statt.
| Kandidat                 | Partei      | Stimmen | in % | Anmerkungen |
| ------------------------ | ----------- | ------- | ---- | ----------- |
| Willibald von Kalckstein | Konservativ | 6517    | 0    | 0           |

### 1871
Es fand nur ein Wahlgang statt.
| Kandidat                 | Partei      | Stimmen | in % | Anmerkungen |
| ------------------------ | ----------- | ------- | ---- | ----------- |
| Willibald von Kalckstein | Konservativ | 4683    | 0    | 0           |
|                          | NLP         | 2159    | 0    | 0           |
| Sonstige                 | 0           | 46      | 0    | 0           |

### 1874
Es fand nur ein Wahlgang statt.
| Kandidat    | Partei      | Stimmen | in % | Anmerkungen |
| ----------- | ----------- | ------- | ---- | ----------- |
|             | Konservativ | 3466    | 0    | 0           |
| Otto Lobach | NLP         | 4177    | 0    | 0           |
| Sonstige    | 0           | 38      | 0    | 0           |

### 1877
Es fand nur ein Wahlgang statt.
| Kandidat          | Partei      | Stimmen | in % | Anmerkungen |
| ----------------- | ----------- | ------- | ---- | ----------- |
| Alfred von Tettau | Konservativ | 4019    | 0    | 0           |
|                   | NLP         | 220     | 0    | 0           |
|                   | F           | 3158    | 0    | 0           |
| Sonstige          | 0           | 72      | 0    | 0           |

### 1878
Es fand nur ein Wahlgang statt.
| Kandidat          | Partei      | Stimmen | in % | Anmerkungen |
| ----------------- | ----------- | ------- | ---- | ----------- |
| Alfred von Tettau | Konservativ | 5232    | 0    | 0           |
|                   | NLP         | 123     | 0    | 0           |
|                   | F           | 3755    | 0    | 0           |
| Sonstige          | 0           | 74      | 0    | 0           |

### 1881
Es fand nur ein Wahlgang statt.
| Kandidat                  | Partei               | Stimmen | in % | Anmerkungen |
| ------------------------- | -------------------- | ------- | ---- | ----------- |
|                           | Konservativ          | 4614    | 0    | 0           |
| Heinrich von Schirmeister | Liberale Vereinigung | 5324    | 0    | 0           |
|                           | Z                    | 126     | 0    | 0           |
| Sonstige                  | 0                    | 86      | 0    | 0           |

### 1884
Es fand nur ein Wahlgang statt. Die Zahl der Wahlberechtigten betrug 19.132 und die Zahl der abgegebenen Stimmen 10.797, von denen 24 ungültig waren. Die Wahlbeteiligung betrug 56,5 %.
| Kandidat          | Partei      | Stimmen | in % | Anmerkungen |
| ----------------- | ----------- | ------- | ---- | ----------- |
| Alfred von Tettau | Konservativ | 6787    | 0    | 0           |
|                   | F           | 3995    | 0    | 0           |
| Sonstige          | 0           | 15      | 0    | 0           |

### 1887
Es fand nur ein Wahlgang statt. Die Zahl der Wahlberechtigten betrug 19.343 und die Zahl der abgegebenen Stimmen 110.744, von denen 38 ungültig waren. Die Wahlbeteiligung betrug 60,9 %.
| Kandidat          | Partei      | Stimmen | in % | Anmerkungen |
| ----------------- | ----------- | ------- | ---- | ----------- |
| Alfred von Tettau | Konservativ | 9359    | 0    | 0           |
|                   | F           | 2359    | 0    | 0           |
| Sonstige          | 0           | 26      | 0    | 0           |

### 1890
Die Kartellparteien einigten sich auf einen konservativen Kandidaten. Es fand nur ein Wahlgang statt. Die Zahl der Wahlberechtigten betrug 18.877 und die Zahl der abgegebenen Stimmen im ersten Wahlgang 9597, von denen 75 ungültig waren. Die Wahlbeteiligung betrug 50,8 %.
| Kandidat          | Partei       | Stimmen | in % | Anmerkungen                             |
| ----------------- | ------------ | ------- | ---- | --------------------------------------- |
| Dulz              | DF           | 2028    | 21,3 | Gutsbesitzer und Stadtrat in Königsberg |
| Alfred von Tettau | Konservative | 6974    | 73,2 | 0                                       |
| Carl Schultze     | SPD          | 461     | 4,9  | 0                                       |
| Sonstige          | 0            | 59      | 0,6  | 0                                       |

### 1893
Der konservative Kandidat Groebe wurde auch vom BdL unterstützt. Es fand nur ein Wahlgang statt. Die Zahl der Wahlberechtigten betrug 18.893 und die Zahl der abgegebenen Stimmen im ersten Wahlgang 11.145, von denen 94 ungültig waren. Die Wahlbeteiligung betrug 59,0 %.
| Kandidat              | Partei       | Stimmen | in % | Anmerkungen |
| --------------------- | ------------ | ------- | ---- | ----------- |
| Dulz                  | DF           | 1730    | 15,6 | 0           |
| Louis von der Groeben | Konservative | 8664    | 78,4 | 0           |
| Carl Schultze         | SPD          | 583     | 5,3  | 0           |
| Sonstige              | 0            | 74      | 0,7  | 0           |

### 1898
Der konservative Kandidat Groebe wurde auch vom BdL unterstützt. NLP FVP und FVg unterstützen den nationalliberalen Kandidaten. Es fand nur ein Wahlgang statt. Die Zahl der Wahlberechtigten betrug 18.999 und die Zahl der abgegebenen Stimmen im ersten Wahlgang 9420, von denen 70 ungültig waren. Die Wahlbeteiligung betrug 49,6 %.
| Kandidat             | Partei       | Stimmen | in % | Anmerkungen                   |
| -------------------- | ------------ | ------- | ---- | ----------------------------- |
| Louis von der Gröben | Konservative | 5836    | 62,4 | 0                             |
| Leweck               | NLP          | 1715    | 18,3 | Gutsbesitzer in Legnitten     |
| Hugo Haase           | SPD          | 1654    | 17,7 | 0                             |
| Franz Schnell        | SPD          | 57      | 0,6  | Zigarrenhändler in Königsberg |
| Otto Braun           | SPD          | 30      | 0,3  | 0                             |
| Sonstige             | 0            | 74      | 0,7  | 0                             |

### 1903
Der konservative Kandidat Carl von Elern wurde auch vom BdL unterstützt. Es fand nur ein Wahlgang statt. Die Zahl der Wahlberechtigten betrug 18.771 und die Zahl der abgegebenen Stimmen im ersten Wahlgang 12.392, von denen 88 ungültig waren. Die Wahlbeteiligung betrug 66,0 %.
| Kandidat       | Partei       | Stimmen | in % | Anmerkungen              |
| -------------- | ------------ | ------- | ---- | ------------------------ |
| Zielke         | FVP          | 1873    | 15,2 | Gutsbesitzer in Pilgrimm |
| Carl von Elern | Konservative | 8252    | 67,1 | 0                        |
| Leweck         | NLP          | 1715    | 18,3 | 0                        |
| Hugo Haase     | SPD          | 2090    | 17,0 | 0                        |
| Otto Braun     | SPD          | 28      | 0,2  | 0                        |
| Sonstige       | 0            | 41      | 0,3  | 0                        |

### 1907
Der konservative Kandidat Elern wurde auch vom BdL unterstützt. NLP und FVP einigten sich auf einen freisinnigen Kandidaten. Es fand nur ein Wahlgang statt. Die Zahl der Wahlberechtigten betrug 18.823 und die Zahl der abgegebenen Stimmen im ersten Wahlgang 14.940, von denen 54 ungültig waren. Die Wahlbeteiligung betrug 79,4 %.
| Kandidat       | Partei       | Stimmen | in % | Anmerkungen |
| -------------- | ------------ | ------- | ---- | ----------- |
| Zielke         | FVP          | 1897    | 12,8 | 0           |
| Carl von Elern | Konservative | 12.148  | 81,6 | 0           |
| Hugo Haase     | SPD          | 773     | 5,2  | 0           |
| Cölestin Krebs | Zentrum      | 61      | 0,4  | 0           |
| Sonstige       | 0            | 7       | 0,0  | 0           |

### 1912
Der konservative Kandidat Georg Frommer wurde auch vom BdL unterstützt. NLP, FVg und FoVP einigten sich auf einen freisinnigen Kandidaten. Es fand nur ein Wahlgang statt. Die Zahl der Wahlberechtigten betrug 18.988 und die Zahl der abgegebenen Stimmen im ersten Wahlgang 15.434, von denen 24 ungültig waren. Die Wahlbeteiligung betrug 81,3 %.
| Kandidat        | Partei       | Stimmen | in % | Anmerkungen |
| --------------- | ------------ | ------- | ---- | ----------- |
| Zielke          | FoVP         | 6748    | 43,8 | 0           |
| Georg Frommer   | Konservative | 7941    | 51,5 | 0           |
| Theodor Hartwig | SPD          | 694     | 4,5  | 0           |
| Sonstige        | 0            | 27      | 0,2  | 0           |